# Europawahl in Malta 2019
- PL: 4
- PN: 2

Die Europawahl in Malta 2019 fand am 25. Mai 2019 als Teil der EU-weiten Europawahl 2019 statt.
Malta wählte dabei sechs Sitze im Europäischen Parlament.

## Wahlrecht
Die Wahl erfolgte nach dem Präferenzwahlsystem. Die Parteien präsentierten Kandidatenlisten, die Wähler gaben ihre Stimmen für bestimmte Kandidaten ab, wobei sie jeweils eine erste und eine zweite Präferenz angeben konnten. Ganz Malta galt dabei als einheitlicher Wahlkreis.

## Ausgangslage und Kandidaten

### Vorherige Europawahl 2014
Das maltesische Parteiensystem ist ein klassisches Zweiparteiensystem. Die sozialdemokratische Partit Laburista (PL, Arbeiterpartei) regiert seit 2013. Die konservativ-christdemokratische Partit Nazzjonalista (PN, Nationalistische Partei) war davor 15 Jahre an der Regierung und führte unter anderem Malta in die Europäische Union. Bei der Parlamentswahl 2017 zog mit der liberalen Partit Demokratiku (PD, Demokratische Partei) – einer PL-Abspaltung – erstmals seit 1962 wieder eine dritte Partei ins maltesische Parlament ein, wenn auch auf gemeinsamen Listen mit der PN.

### Kandidaten
| Partei                                                     | Abk. | Europapartei      | Kandidaten |
| ---------------------------------------------------------- | ---- | ----------------- | ---------- |
| Partit Laburista                                           | PL   | SPE               | 14         |
| Partit Nazzjonalista                                       | PN   | EVP               | 7          |
| Partit Demokratiku                                         | PD   | ALDE              | 3          |
| Alternattiva Demokratika                                   | AD   | EGP               | 2          |
| Alleanza Bidla                                             | AB   | ECPM              | 2          |
| Moviment Patrijotti Maltin                                 | MPM  | MENL (Beobachter) | 2          |
| Imperium Europa                                            | IE   | –                 | 1          |
| Brain, not ego                                             |      | –                 | 1          |
| unabhängige Kandidaten: - Arnold Cassola - Stephen Florian |      |                   |            |

## Umfragen
| Datum           | Institut        | PL   | PN   | AD  | IE  | PD  | Sonstige |
| --------------- | --------------- | ---- | ---- | --- | --- | --- | -------- |
| 15.05.2019      | Malta Today     | 57,8 | 39,1 | —   | —   | —   | —        |
| 29.03.2019      | MISCO           | 59   | 37   | 2   | —   | 2   | —        |
| 27.02.2019      | Malta Today     | 59,5 | 38,4 | 0,8 | —   | 1,3 | —        |
| 28.01.2019      | Malta Today     | 62,6 | 36,4 | 0,6 | —   | 0,4 | —        |
| Europawahl 2014 | Europawahl 2014 | 53,4 | 40,0 | 2,9 | 2,7 | —   | 1,0      |

## Ergebnis
| Listen                             | Listen                           | Stimmen | %    | +/-  | Mandate | +/- |
| ---------------------------------- | -------------------------------- | ------- | ---- | ---- | ------- | --- |
|                                    | Partit Laburista (PL)            | 141.267 | 54,3 | ▲0,9 | 4       | ▲1  |
|                                    | Partit Nazzjonalista (PN)        | 98.611  | 37,9 | ▼2,1 | 2       | ▼1  |
|                                    | Imperium Europa (IE)             | 8.238   | 3,2  | ▲0,5 | –       | ▬   |
|                                    | Partit Demokratiku (PD)          | 5.276   | 2,0  | Neu  | –       | Neu |
|                                    | Alternattiva Demokratika (AD)    | 1.866   | 0,7  | ▼2,2 | –       | ▬   |
|                                    | Alleanza Bidla (AB)              | 1.186   | 0,5  | ▲0,1 | –       | ▬   |
|                                    | Moviment Patrijotti Maltin (MPM) | 771     | 0,3  | Neu  | –       | Neu |
|                                    | Brain, Not Ego (BNE)             | 323     | 0,1  | Neu  | –       | Neu |
|                                    | Unabhängige                      | 2.674   | 1,0  | Neu  | –       | Neu |
| Gesamt                             | Gesamt                           | 260.212 | 100  |      | 6       | –   |
|                                    |                                  |         |      |      |         |     |
| Ungültige Stimmen                  | Ungültige Stimmen                | 9.810   | 3,6  | +1,4 |         |     |
| Wähler                             | Wähler                           | 270.022 | 72,7 | –2,1 |         |     |
| Wahlberechtigte                    | Wahlberechtigte                  | 371.643 |      |      |         |     |
|                                    |                                  |         |      |      |         |     |
| Quelle: Electoral Commission Malta |                                  |         |      |      |         |     |

## Fraktionen im Europäischen Parlament

### Nach Parteien
| Partei                         | Partei               | Mandate | Fraktion |
| ------------------------------ | -------------------- | ------- | -------- |
|                                | Partit Laburista     | 4 / 6   | S&D      |
|                                | Partit Nazzjonalista | 2 / 6   | EVP      |
|                                |                      |         |          |
| Quelle: Europäisches Parlament |                      |         |          |

### Nach Fraktionen
| Partei | Partei                                                     | Sitze  | Sitze | Sitze    |
| Partei | Partei                                                     | Anzahl | +/−   | %        |
| ------ | ---------------------------------------------------------- | ------ | ----- | -------- |
|        | Progressiven Allianz der Sozialdemokraten (S&D)            | 4      | ▲1    | 66,67 %  |
|        | Europäische Volkspartei (EVP)                              | 2      | ▼1    | 33,33 %  |
|        | Renew Europe (RE)                                          | 0      | ▬     | —        |
|        | Die Grünen/Europäische Freie Allianz (Grüne/EFA)           | 0      | ▬     | —        |
|        | Europäische Konservative und Reformer (EKR)                | 0      | ▬     | —        |
|        | Vereinte Europäische Linke/Nordische Grüne Linke (GUE/NGL) | 0      | ▬     | —        |
|        | Identität und Demokratie (ID)                              | 0      | Neu   | —        |
|        | fraktionslos                                               | 0      | ▬     | —        |
| Gesamt | Gesamt                                                     | 6      | ▬     | 100,00 % |